# نمایش جفت‌یابی

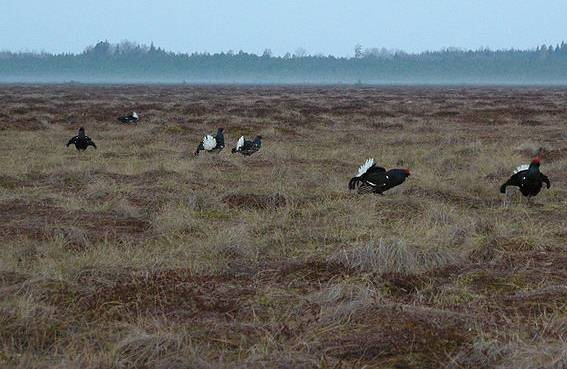
گروهی سیاه‌خروس سیاه در خال نمایش جفت‌یابی، متشکل از چندین برادر و برادر ناتنی. نمونه‌ای از سازوکار انتخاب خویشاوندی

نمایش جُفت‌یابی (انگلیسی: Lek mating) رفتاری در برخی جانوران نر است که در جریان آن گروهی از حیوانات نر در نمایش‌های رقابتی و نوعی «مراسم خواستگاری» شرکت می‌کنند تا ماده‌های بازدیدکننده از صحنه را که در حال بررسی شرکای احتمالی برای جفت‌گیری هستند، به‌خود جلب کنند.
به صحنه این نمایش‌ها، جولانگاه جفت‌جویی (انگلیسی: Lek) گفته می‌شود. نرها در این جولانگاه از سهم و قلمرو خود در فصل جفت‌گیری دفاع می‌کنند.
اگرچه نمایش جفت‌یابی بیشتر در میان پرندگانی مانند سیاه‌خروس سیاه شایع است، اما در طیف گسترده‌ای از مهره‌داران از جمله برخی از پیوسته‌استخوانان، دوزیستان، خزندگان، پستانداران و بندپایانی چون سخت‌پوستان و حشرات دیده می‌شود.
در نمایش‌های عادی جفت‌یابی قلمروهای نرها در محدوده بینایی و شنوایی یکدیگر قرار دارند اما در نمایش‌های نوع شدیدتر، همان‌طور که در کاکاپو (طوطی جغدی) دیده می‌شود، جولانگاه‌ها از هم جدا هستند، اما رقبا می‌توانند صداهای همدیگر را بشنوند.
رسم نمایش جفت‌یابی با تضادی ظاهری همراه است: تمایل ماده‌ها به صفات خاصی در نرها که در جولانگاه‌ها به نمایش درمی‌آیند با اصل تنوع ژنتیکی در تضاد است و می‌تواند به مرور این تنوع مفید را از بین ببرد. اما این تنوع ژنتیکی در نسل‌ها همچنان حفظ می‌شود و مشکلی رخ نمی‌دهد. تلاش‌های زیادی برای توضیح این تضاد صورت گرفته است اما این پرسش همچنان بی‌پاسخ باقی است.